# Idées (revue, 1941-1944)
Pour les articles homonymes, voir Idée (homonymie).
Idées est une revue fondée et dirigée par René Vincent, à partir de novembre 1941, issu de la droite catholique et sous-directeur « de la censure et de la presse » au ministère de l'Information et de la Propagande du régime de Vichy. 
Installée à Vichy et bénéficiant d’une subvention du régime, la revue se présente clairement comme un outil du nouveau pouvoir. Son manifeste invite les Français à se rassembler sous l’autorité du Maréchal « contre les factions ». Elle diffuse le message de la révolution nationale. Elle reconnaît la prééminence de l'Allemagne en Europe et stigmatise « l'anti-France », incarnée par les juifs, les francs-maçons et la finance internationale. Elle compte parmi ses intervenants réguliers, Pierre Drieu la Rochelle, Jean de Fabrègues, Henri Caillemer, Jean-Pierre Maxence. La revue cesse de paraître en 1944 avec la Libération.